# Oggetti non stellari nella costellazione del Centauro
Principali oggetti non stellari visibili nella costellazione del Centauro.

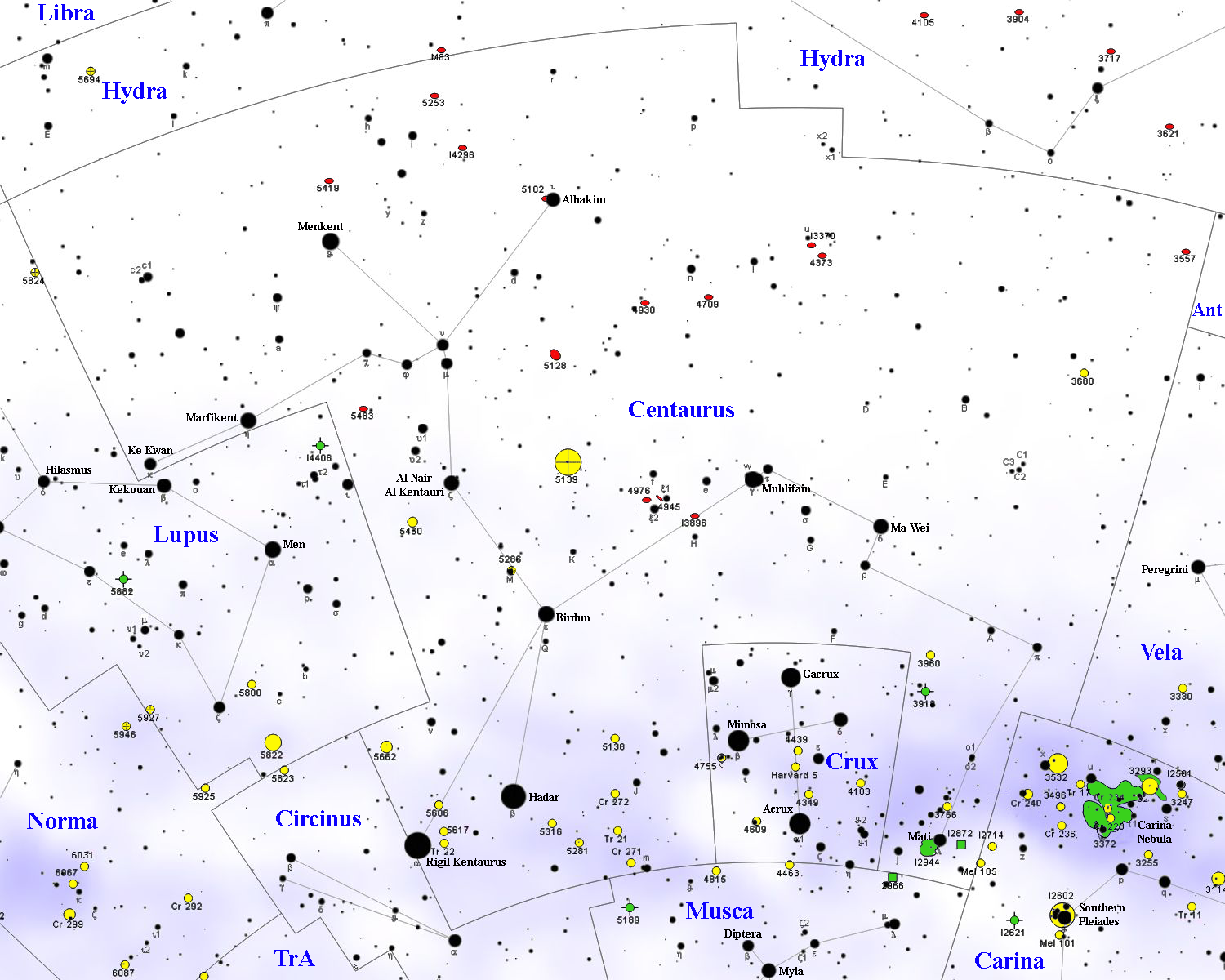
Mappa della costellazione del Centauro.

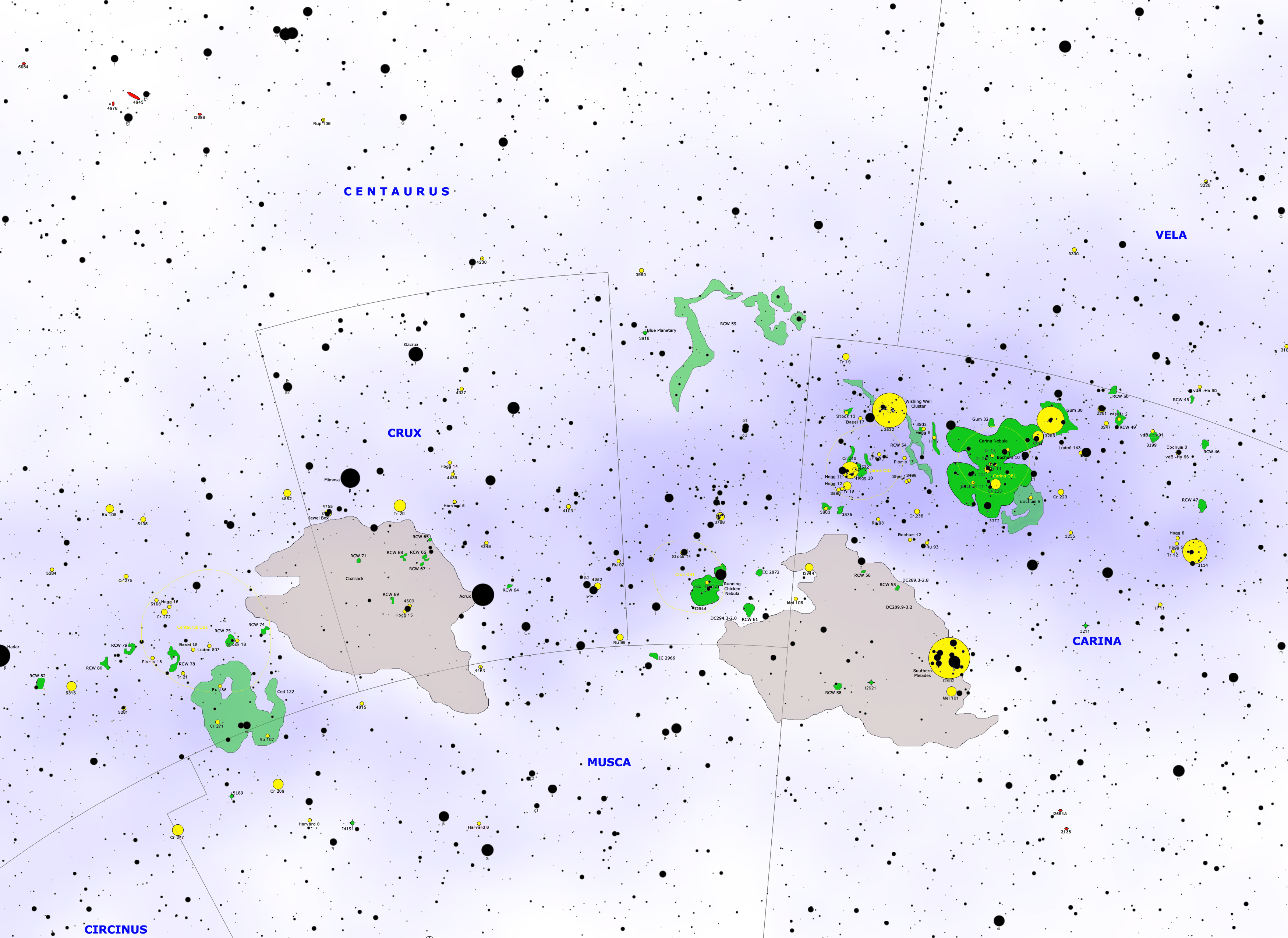
Dettaglio della Via Lattea.

## Ammassi aperti
- NGC 3680
- NGC 3766
- NGC 5281
- NGC 5316
- NGC 5460
- NGC 5617
- NGC 5662

## Ammassi globulari
- ω Centauri
- NGC 5286

## Nebulose planetarie
- Nebulosa Boomerang
- NGC 3918
- NGC 5307

## Nebulose diffuse
- Ced 122
- Globuli di Thackeray
- Nebulosa Granchio australe
- IC 2944
- NGC 5367
- RCW 59
- RCW 74
- RCW 75
- RCW 78
- RCW 79
- RCW 80
- RCW 82
- RCW 83
- RCW 85
- vdBH 60

## Galassie
- ESO 381-12
- ESO 383-76
- IC 4296
- LEDA 677373
- NGC 3557
- NGC 4603
- NGC 4650A
- NGC 4945
- NGC 4976
- NGC 5102
- NGC 5408
- NGC 5128
- NGC 5253

## Ammassi di galassie
- Abell S740
- Ammasso del Centauro
- Complesso A3558
- Gruppo di Centaurus A/M83
- Superammasso dell'Idra-Centauro
- Superammasso di Shapley